# Капсас, Стаматиос
Стаматиос Капсас или капитан Хапсас (греч. Σταμάτιος (Στάμος) Κάψας ή καπετάν Χάψας; ?, Пазаракия (Криопийи), Халкидики— Василика, 10 июня 1821) — герой Греческой революции 1821 года. Бюст Капсасу поставлен у юго-восточного въезда в город Салоники с надписью: «Здесь, где салоникийцы ждали его как Освободителя» (но свобода пришла через 91 год).

## Биография

### Молодость
Стаматис Капсас родился в Пазаракия (Криопийи) на полуострове Халкидики в конце XVIII века. Ещё в молодости вступил в конфликт с местными оттоманами и начал партизанскую деятельность. Тем самым снискал уважение греческого населения полуострова Ситония, гор Холомондас и области города Полийирос.
К началу восстания 1821 года Капсас нёс службу охраны Афонских монастырей в Карье на Афоне.

### Восстание 1821 года
23 марта 1821 года на Афонском полуострове (Айон-Орос) высадился Эммануил Паппас и, при поддержке капитанов из города Энос и острова Псара, выгрузил оружие и боеприпасы. Здесь Паппас встретился с Капсасом и вместе они приступили к созданию повстанческой армии. При содействии митрополита Маронии Констанция Маронийского к ним примкнули и 1 тысяча монахов.
Тем временем Капсас, благодаря своему авторитету среди местного населения, достаточно легко мобилизовал 2 тысячи бойцов из жителей Касандры, Ситонии и Сикеи полуострова Халкидики.
Турки ответили зверствами против греческого населения Салоник и Полийироса. Но появились и другие, малые, очаги восстания на территории номов Салоники и Сере.
События развивались быстрее чем предполагали организаторы восстания. 17 мая 1821 года Эммануил Паппас провозглашает восстание в Северной Греции и принимает решение разделить повстанческую армию на две части. Сам Паппас, во главе жителей сел Мандемохория и монахов, в общей сложности чуть меньше 2 тыс. повстанцев, направился в Рендину с целью остановить подходящие из Драмы и Константинополя оттоманские силы. Капсас вместе с Анастасиос Химевтос, имея под своим началом 2 тыс. повстанцев, направился к Салоникам с целью занять город с боем.
По ходу повстанческая армия освобождает города Уранополис, Иерисос, Арнея, Айос-Продромос, Галатиста и, наконец, Василика, недалеко от Салоник. Здесь отряды Капсаса соединились с местными повстанцами.
8 июня 1821 года начался бой за освобождение Салоник, в районе сегодняшней американской сельскохозяйственной школы. Турецкая конница Ахиед-бея из Яницы потерпела поражение.
Слухи о греческой победе быстро разнеслись по Салоникам. Австрийский консул в Салониках пишет со страхом канцлеру Меттерниху о вероятном занятии города повстанцами. Но от Паппаса приходят плохие новости: он вынужден отступать после боев у Рендины и Аполонии с превосходящими силами оттоманов. В конечном итоге, Паппас соединяется с силами Хапсаса, но теперь у Паппаса только 200 повстанцев.
К тому времени Эбу Лубут Паша (тур. Ebu'l-bûd Mehmed Emin Paşa) из Салоник собрал 30 тысяч пехотинцев и 5 тысяч кавалеристов и двинулся на повстанцев, стоящих в Василика.
Хапсас выбрал позицию для обороны в теснине Антемунта, возле монастыря Святой Анастасии. Часть повстанцев, под командованием Химевтоса, Хапсас послал в Касандру, опасаясь высадки оттоман с моря. С началом боя у Василика, турки приступают к резне населения и население стекается к монастырю Святой Анастасии, укреплённому повстанцами.

### Смерть Капсаса
Капсас принимает решение остаться на поле боя с 67 бойцами, в то время как Паппас сопровождает население к монастырю.
На поле боя 10 июня 1821 года пали все 68 бойцов — большинство из Сикеи полуострова Халкидики, вместе с Стаматиосом Капсасом, принеся себя в жертву ради спасения костяка повстанческой армии и населения.
На месте их жертвы поставлен памятник и надпись на мраморной табличке гласит: ΤΟ ΜΑΚΕΔΝΟΝ ΤΩΝ ΕΛΛΗΝΩΝ ΓΕΝΟΣ ΠΡΟΜΑΧΕΙ ΥΠΕΡ ΠΑΤΡΙΔΟΣ ΚΑΙ ΔΙΚΑΙΩΝ ΠΑΝΕΛΛΗΝΩΝ (Греческий Македонский Род сражается за Отечество и права всех эллинов).
Последняя информация о Хапсасе была, что его видели атакующего турок с ножом в зубах, а за ним шли на встречу со смертью Халалис, Турлакис и Караяннис — все из Вавдоса полуострова Халкидики.